# Lycée militaire d'Aix-en-Provence
 (septembre 2021).
Si vous disposez d'ouvrages ou d'articles de référence ou si vous connaissez des sites web de qualité traitant du thème abordé ici, merci de compléter l'article en donnant les références utiles à sa vérifiabilité et en les liant à la section « Notes et références ».
Le lycée militaire d’Aix-en-Provence est l'un des six lycées de la Défense.
Sa devise est « Bien s'instruire pour mieux servir ».

## Historique du lycée

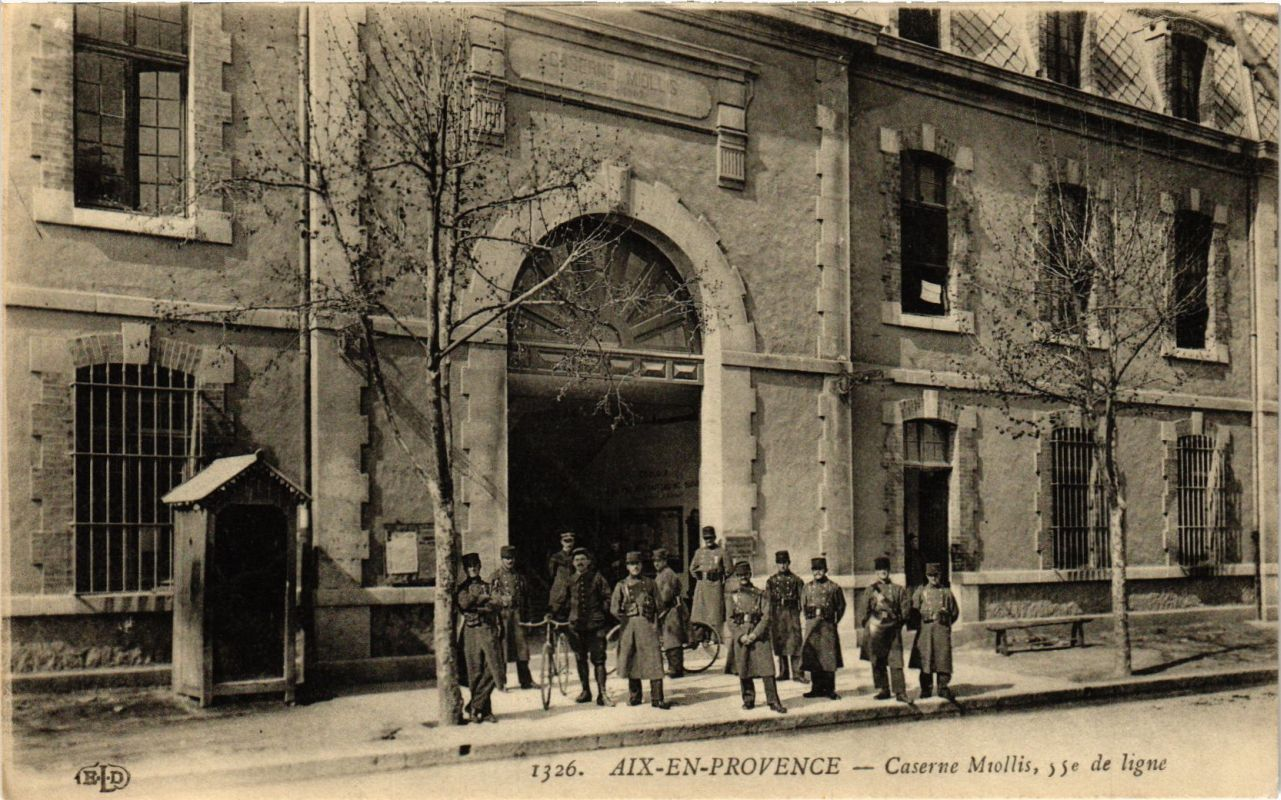
Entrée de la caserne Miollis à Aix vers 1900.

Le lycée militaire d’Aix-en-Provence est l’héritier de deux écoles militaires préparatoires, celle de Rambouillet et celle de Saint-Hippolyte-du-Fort, qui en 1934 se regroupent pour former l’école d’Épinal.
À cause de la mobilisation générale, l'école est contrainte de se replier à Niort, le 2 septembre 1939. Le 22 juin 1940, la ville tombe aux mains des Allemands, l’école est occupée et élèves comme les cadres sont considérés comme prisonniers.
Après de nombreuses démarches, l’école est autorisée à se rendre en zone libre, d’abord à Confolens dans la Charente (département alors coupé en deux par la ligne de démarcation séparant la zone occupée et la zone libre) puis à Chomérac en Ardèche.
Le 6 septembre 1940, elle s’installe à Montélimar, puis déménage le 19 décembre 1946, à Aix-en-Provence, où elle prend ses quartiers en la caserne Miollis. L’école prend alors le nom d’École militaire préparatoire d’Aix-en-Provence, puis celui de Collège militaire en 1974, avant de prendre son nom actuel en 1983. En 1956 est créée la Corniche Lyautey, corniche des classes préparatoires aux grandes écoles militaires qui perdurera officiellement jusqu’en 1999 avant d'être supprimée par le Commandement de la formation de l’armée de terre (COFAT).

## Organisation du lycée
Le lycée militaire d'Aix-en-Provence est placé sous le commandement d'un colonel. Il est aidé dans sa mission par un proviseur qui s'occupe de la gestion pédagogique de l'établissement. Les 800 élèves du lycée militaire n'ont en aucun cas un statut militaire, mais portent cependant un uniforme. Ils sont répartis en compagnies, selon leur niveau d'étude.
Chaque compagnie est commandée par un officier, commandant ou capitaine, qui a sous ses ordres des chefs de sections (sous-officiers), affectés à chacune des sections que comprend chaque compagnie. Le lycée militaire d'Aix-en-Provence compte six classes de seconde, autant en première et en terminale, reparties sous la forme de sections.
Pour l'enseignement supérieur, il compte deux CPES (classe préparatoire aux études supérieures, scientifique et littéraire), 2 MPSI, une PCSI, une section de classes préparatoires économique et une section de classes préparatoires littéraires. En seconde année, il permet à ses étudiants de classes préparatoires scientifiques de poursuivre leurs études en MP, en PSI et en PC. Les étudiants de classes préparatoires économique et littéraire poursuivent dans la même voie en seconde année.
Un chant militaire est attribué à la 1re et 2e compagnies, le Chant des Marais pour la 1re et Le combat de demain pour la 2e.

### Uniforme
Les élèves portent un uniforme fourni par le lycée. Il est composé d'un pantalon de travail et d'une chemise ou d'un polo bleu clair ou foncé (pour les élèves de seconde uniquement). Les élèves ont une tenue de cérémonie composée d'un blazer, d'une cravate, d'une chemise blanche et d'un pantalon de costume gris pour les garçons et d'une jupe grise pour les filles.
Cet uniforme ne sert qu'à gommer les disparités sociales des élèves qui n'ont pas par ailleurs le devoir de saluer réglementairement les militaires, hormis pour les élèves de CPES et de CPGE portant le calot règlementaire et qui sont par conséquent priés de saluer les cadres militaires. N'étant pas engagés dans l'armée, leur règlement interne est assez simple : la politesse et une tenue portée correctement.
Les élèves de CPES et de CPGE portent, en plus de la tenue portée par les lycéens, un calot rouge à bandeau bleu horizon, avec un fond rouge et un passepoil blanc pour les CPES et rouge pour les CPGE. Les cadets reçoivent également, avant leur calot, un insigne de la corniche Lyautey, qu'ils portent sur la poche gauche de leur chemise d'uniforme.
Un passant carré à la couleur de la compagnie permet de distinguer les élèves :
- Jaune pour les secondes (5e compagnie) ;
- Vert pour les premières (4e compagnie) ;
- Rouge pour les terminales (3e compagnie) ;
- Bleu foncé comme couleur de base pour la 2e compagnie, complété de jaune pour les MPSI I, de vert pour les MPSI II, de noir pour les PCSI, de rouge pour les ECO I, de blanc pour les CPES-S et BTS, d'orange pour les CPES-L et de bleu foncé uniquement pour les LET I.
- Bleu clair comme couleur de base pour la 1re compagnie, complété de jaune pour les MP, vert pour les PSI, noir pour les PC, rouge pour les ECO II et de bleu clair uniquement pour les LET II.

### Classements des CPGE
Le Figaro Étudiant a établi un classement des meilleures prépas militaires (2023) par filière, dont les résultats pour le lycée militaire d'Aix-en-Provence sont les suivants (exprimés en pourcentage d'admission dans une grande école militaire par filière) : 
- 54 % des élèves en PC,
- 31 % des élèves en PSI,
- 29 % des élèves en MP,

- 28 % des élèves en économie,
- 22 % des élèves en lettres.

Ces résultats varient d'une année sur l'autre et ne sont pas toujours répertoriés. Le classement national des CPGE du magazine L'Étudiant ne prend pas en compte les grandes écoles militaires (École spéciale militaire de Saint-Cyr-Coëtquidan, École de l'Air, École navale), pourtant principales cibles des élèves de CPGE des lycées militaires. Les lycées militaires - hormis le Prytanée qui dispose d'une classé étoilée préparant l'École polytechnique - ont donc été retirés du classement de L'Étudiant.

## Mode de recrutement

### Classes du secondaire

#### Entrée en seconde
Les élèves du cycle secondaire sont recrutés au titre de l'aide à la famille. Les ayants droit sont classés selon trois groupes :
- groupe I : enfants de militaires ;
- groupe II : enfants de fonctionnaires ;
- groupe III : boursiers.

La sélection se fait par examen des dossiers depuis 2015, et ce pour l'admission pour l'année scolaire 2015-2016. Il existe six classes de secondes.

#### Entrée en première ou en terminale
Un petit nombre d'élèves sont admis en première ou en terminale afin de compléter les classes. L'admission est prononcée après examen du dossier.
Il existe actuellement six classes de premières et six classes de terminales :
- PR1 ;
- PR2 ;
- PR3 ;
- PR4 ;
- PR5 ;
- PSTI2D.

Pour les terminales :
- TR1 ;
- TR2 ;
- TR3 ;
- TR4 ;
- TR5 ;
- TSTI2D.

### CPES et CPGE
Les élèves de CPES comme ceux des CPGE sont admis au titre de l'aide au recrutement. À l'issue de leur scolarité dans un lycée de la Défense, ceux-ci doivent intégrer les Écoles de formation des officiers. Ils doivent en outre avoir l'aptitude médicale demandée à l'intégration des Écoles d'officiers. Ils perçoivent une solde mensuelle d'environ 80 €. Au cas où ils ne présenteraient aucun concours des Écoles militaires, ceux-ci ne seraient pas autorisés à redoubler et seraient redevables des frais de pension et de trousseau, qui s'élèvent actuellement à 2000 € par année.

## Personnalités liées au lycée

### Élèves
- Thierry Burkhard, général d'armée, chef d'état-major des armées depuis 2021
- Bernard Barrera, général d'armée, major général de l'Armée de terre (2017-2020), inspecteur général des armées (2020).
- Bruno Beschizza, officier de police, maire d'Aulnay-sous-Bois depuis 2014.
- Denis Favier, général d'armée, directeur général de la Gendarmerie nationale de 2013 à 2016, commandant du GIGN (1992-1997) puis (2007-2011).
- Nicolas Le Nen, colonel de l'armée de terre, chef de corps du 27e BCA de 2007 à 2009, commandant du Service Action de la DGSE depuis 2014.
- Denis Mercier, général d'armée aérienne, chef d'état-major de l'Armée de l'air de 2012 à 2015, commandant allié Transformation de l'OTAN depuis 2015.
- Laurent Phélip, colonel de la gendarmerie nationale, commandant du GIGN depuis 2017.
- Mahamat Idriss Déby, officier et homme d'État tchadien[4].

### Professeurs
- Bruno Heluin, colonel de l'Armée de terre, chef de corps du 2e régiment d'infanterie de marine (2010-2012), héros de la bataille du pont de Vrbanja, instructeur au lycée à la programmation des activités (2000-2002).
- Romain Huret, historien des États-Unis au XXe siècle, se consacrant principalement à l'étude des inégalités économiques et sociales aux États-Unis. Depuis novembre 2022, il est président de l'École des hautes études en sciences sociales (EHESS). Il enseigne au lycée militaire d'Aix-en-Provence dans le cadre de son service militaire, vers 1995-1996.